# Spinotrachelas montanus
Espèce
Spinotrachelas montanus est une espèce d'araignées aranéomorphes de la famille des Trachelidae.

## Distribution
Cette espèce est endémique d'Afrique du Sud. Elle se rencontre dans l'Ouest du KwaZulu-Natal et dans l'Est de l'État-Libre.

## Description
Le mâle holotype mesure 3,54 mm et la femelle paratype 3,95 mm, les mâles mesurent de 3,30 à 3,92 mm et les femelles de 3,51 à 3,95 mm.

## Publication originale
- Haddad, Neethling & Lyle, 2011 : Spinotrachelas montanus sp. n., the first Afromontane representative in the genus (Araneae: Corinnidae). African Invertebrates, vol. 52, p. 345-352.